# Надрага Василь Іванович
Василь Іванович Надрага (нар. 19 серпня 1958, Каменськ, Бурятія) — український політик. Доктор економічних наук; член Політради Народної партії.

## Освіта
Луганський державний педагогічний інститут, історичний факультет (1976—1981), «Історія і педагогіка»; Регіональний інститут менеджменту (місто Луганськ, 1993—1995), «Менеджмент у виробничій сфері»; Українська академія державного управління при Президентові України, «Державне управління»; кандидатська дисертація «Взаємодія владних структур політичних і громадських організацій як засіб підвищення ефективності управління на регіональному рівні» (Національна академія державного управління при Президентові України, 2003).

## Трудова діяльність
- З жовтня 1975 — учень слюсаря шахти «Таловська», місто Молодогвардійськ.
- З липня 1981 — заступник секретаря комітету комсомолу Луганського державного педагогічного інституту.
- З жовтня 1982 — служба в армії.
- З липня 1984 — інженер, заступник секретаря комітету комсомолу Луганського верстатобудівного заводу.
- З травня 1985 — другий секретар Ленінського райкому ЛКСМУ міста Луганська.
- З липня 1987 — заступник директора СШ № 17 міста Луганська.
- З березня 1990 — художній керівник Молодіжного центр «Панорама», місто Луганськ.
- З травня 1990 — інженер Центру науково-технічної творчості молоді «Союз», місто Луганськ.
- З вересня 1990 — заступник директора Науково-виробничого підприємства «Технопромтек».
- З листопада 1992 — керівник господарчого підрозділу Ленінського райвідділу народної освіти місто Луганська.
- З серпня 1993 — консультант з питань роботи Луганської міськради.
- З грудня 1993 — завідувач відділу Луганського міськвиконкому.
- З лютого 1995 — заступник голови, голова Кам'янобрідської райради міста Луганська.
- З травня 1998 — заступник голови з політико-правових питань Луганської облдержадміністрації.
- Грудень 1999–2002 — начальник Луганського обласного управління Пенсійного фонду України.
- З вересня 2006 — перший заступник генерального директора Федерації роботодавців України.
- З березня 2009 — голова правління Фонду соціального страхування з тимчасової втрати працездатності.
- З червня 2009 — генеральний директор Федерації роботодавців України.
- 11 березня — 9 грудня 2010 — Міністр праці та соціальної політики України[1].
- Грудень 2010 — серпень 2012 — перший заступник Міністра соціальної політики України[2][3].

Народний депутат України 4 скликання з квітня 2002 до квітня 2006, виборчій округ № 104, Луганська область, висунутий Блоком «За єдину Україну!». «За» 24,00 %, 10 суперників. На час виборів: начальник Луганського обласного управління Пенсійного фонду України, член НДП. Член фракції «Єдина Україна» (травень — липень 2002), член групи «Народний вибір» (липень 2002 — травень 2004), уповноважений представник групи «Союз» (травень 2004 — лютий 2005), член фракції НАПУ (лютий — березень 2005), член фракції НП (з березня 2005). Голова підкомітету у справах пенсіонерів та пенсійного забезпечення Комітету у справах, пенсіонерів, ветеранів та інвалідів (з червня 2002).
Довірена особа кандидата на пост Президента України Віктора Януковича в ТВО № 105 (2004—2005).
Член НДП (1996 — липень 2004), голова Луганської обласної організації НДП, член Політради НДП (з листопада 1998).
Захоплюється книгами, риболовлею та більярдом.

## Родина
батько Іван Іванович (1933) і мати Тамара Василівна (1937) — пенсіонери; дружина Євгенія Всеволодівна (1947) — викладач педагогічного університету; дочка Катерина (1981).

## Нагороди
Заслужений учитель (1998). Почесна грамота Кабінету Міністрів України (липень 2003). Орден «За заслуги» III ступеня (серпень 2003).